# Çamköy (Bekilli)
Çamköy ist ein Dorf im Landkreis Bekilli der türkischen Provinz Denizli. Çamköy liegt etwa 96 km nordöstlich der Provinzhauptstadt Denizli und 11 km nordwestlich von Bekilli. Çamköy hatte laut der letzten Volkszählung 150 Einwohner (Stand Ende Dezember 2010).